# 90th Infantry Division (Vereinigte Staaten)
Die 90th Infantry Division (deutsch 90. US-Infanteriedivision) war ein Großverband der US-Army im Ersten Weltkrieg und Zweiten Weltkrieg.

## Geschichte

### Erster Weltkrieg

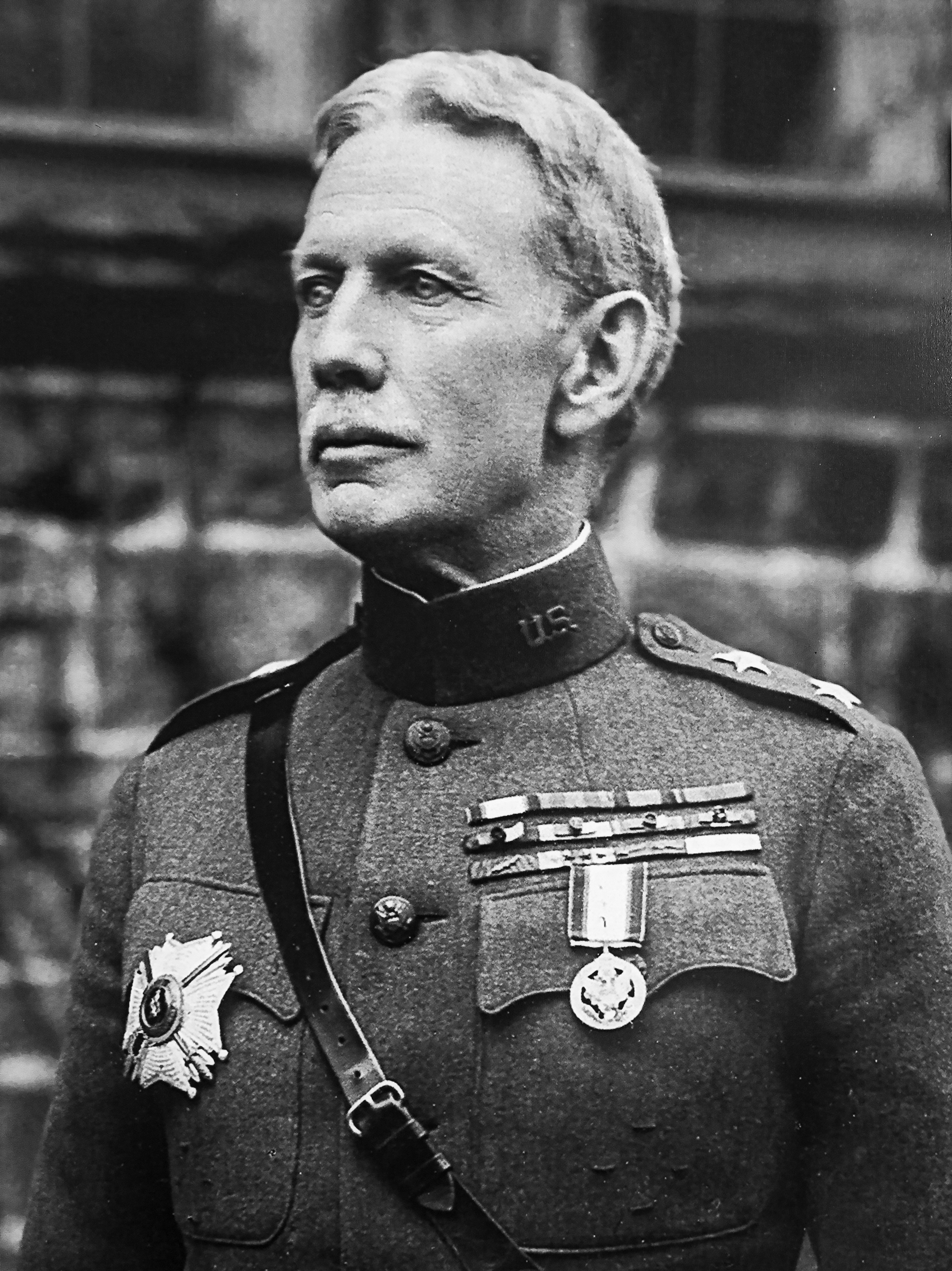
Henry T. Allen

Die Division wurde im August 1917 aufgestellt und kam mit der American Expeditionary Forces nach Frankreich. Sie kam unter Generalmajor Henry T. Allen während der Schlacht von St. Mihiel im Raum Pont-à-Mousson zum Einsatz, wo sie als Teil des I. Corps (General Liggett) gegen die Deutschen kämpfte. Ab Mitte Oktober 1918 wurde sie im Abschnitt des III. Corps in der Schlussphase der Maas-Argonnen-Offensive beim Vorstoß von Cunel auf Bantheville eingesetzt, ehe sie nach dem Kriegsende in Deutschland einmarschierte. Sie war dort bis Mai 1919 u. a. in Mülheim und Brauneberg stationiert. Im Juni 1919 wurde die Division in die USA zurückgebracht und schließlich demobilisiert. Während des Einsatzes in Europa fielen 1091 Soldaten der 90. Infanteriedivision im Kampf, 6458 wurden verwundet.

### Zweiter Weltkrieg

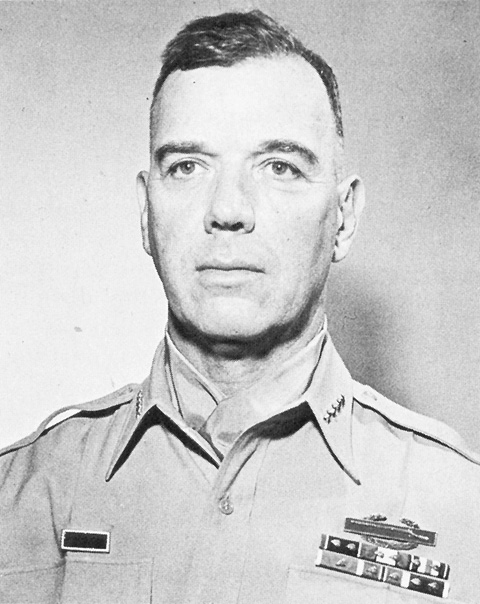
General James Van Fleet

Nach dem Eintritt der USA in den Zweiten Weltkrieg wurde die 90. Infanteriedivision am 25. März 1942 reaktiviert. Knapp zwei Jahre später wurde sie nach England gebracht, wo sich die Alliierten auf die Operation Overlord vorbereiteten. Am 6. Juni 1944, dem D-Day, landeten Soldaten im Rahmen des VII. Corps am Utah Beach an der Küste der Normandie. Nachdem dort ein Brückenkopf gebildet wurde, kämpfte die Division ab dem 10. Juni u. a. bei Pont-l’Abbé und überschritt den Douve. Im Juli kam es im Foret de Mont-Castre erneut zu schweren Kämpfen gegen die Wehrmacht, wobei alleine am 11. Juli 5000 getötet oder verwundet wurden oder aber in Gefangenschaft gingen. Am 27. Juli wurde Périers eingenommen. Am 12. August bildete die Division einer der Einheiten des VIII. Corps, die den Kessel von Falaise schlossen. Es folgten Kämpfe um Metz sowie bis November die Besetzung von Maizières-lès-Metz und der Feste Königsmachern. Danach folgte im Verband des XX. Corps der Vorstoß an die Saar, wobei die 90. Infanteriedivision an der verlustreichen Abwehr der Ardennenoffensive teilnahm und im Januar 1945 mit der 94. Infanteriedivision durch die Ardennen durchstoßen konnte. Nach Angaben von Peter Schrijvers tötete die 90. US-Infanteriedivision an der Saar im Dezember 1944 ihre Gefangenen aus der Waffen-SS in derart systematischer Weise, dass die Führung ausdrückliche Befehle ausgab, Gefangene der Waffen-SS am Leben zu lassen, um Information von ihnen erhalten zu können. Im Februar konnte der Westwall schließlich mit anderen amerikanischen Verbänden durchbrochen werden. Danach wurde die Mosel überschritten, am 21./22. März wurde Mainz widerstandslos besetzt. Die Stadt wurde später an die Franzosen übergeben. Die Division überschritt dann den Rhein, den Main und die Werra. Am 18. April überschritten Teile der dem XII. Corps zugeteilten 90. Infanteriedivision die Grenze zur Tschechoslowakei. Am 23. April befreiten Soldaten der Division mit Teilen der 97th Infantry Division das KZ Flossenbürg, wobei noch über 1000 Häftlinge vorgefunden wurden. Am 8. Mai, dem Tag des Kriegsendes, erreichte die Division Deutschbrod, wo sich ihnen der Pilot Erich Hartmann mit seinem Jagdgeschwader 52 ergab. Die 90. Infanteriedivision zog nach dem Kriegsende aus Tschechien ab, ehe sie im Dezember 1945 zurück in die USA gebracht wurde, wo sie am 27. Dezember demobilisiert wurde. Während des Zweiten Weltkriegs fielen 3.342 Soldaten der Division, 14.386 wurden verwundet.
Die 1995 aufgestellte 90th Sustainment Brigade führt die Tradition der 90th Infantry Division fort.

## Divisionskommandeure
- Generalmajor Henry T. Allen (25. August – 23. November 1917)
- Brigadegeneral Joseph A. Gaston (23. November – 27. Dezember 1917)
- Brigadegeneral W. H. Johnston (27. Dezember 1917 – 1. März 1918)
- Generalmajor Henry T. Allen (1. März 1918 – 24. November 1918)
- Brigadegeneral Joseph P. O' Neil (24. November – 30. Dezember 1918)
- Generalmajor Charles H. Martin (30. Dezember 1918 – Auflösung)
- Generalmajor Henry Terrell Jr. (25. März 1942 – Januar 1944)
- Brigadegeneral Jay W. MacKelvie (Januar – Juli 1944)
- Generalmajor Eugene M. Landrum (Juli – August 1944)
- Generalmajor Raymond S. McLain (August – Oktober 1944)
- Generalmajor James A. Van Fleet (Oktober 1944 – Februar 1945)
- Generalmajor Lowell W. Rooks (Februar – März 1945)
- Generalmajor Herbert L. Earnest (März – November 1945)